# Biedenkopf
Biedenkopf é um município da Alemanha, situado no distrito de Marburg-Biedenkopf, no estado de Hesse. Tem 90,33 km² de área, e sua população em 2019 foi estimada em 13.588 habitantes.